# Vanessa aesis
Vanessa aesis är en fjärilsart som beskrevs av Hans Fruhstorfer 1912. Vanessa aesis ingår i släktet Vanessa och familjen praktfjärilar. Inga underarter finns listade i Catalogue of Life.